# Chalastinus pantherinus
Chalastinus pantherinus là một loài bọ cánh cứng trong họ Cerambycidae.